# Брук (Поморське воєводство)
Брук (пол. Bruk, нім. Bruch) — село в Польщі, у гміні Дзежґонь Штумського повіту Поморського воєводства.
Населення — 520 осіб (2011).
У 1975-1998 роках село належало до Ельблонзького воєводства.

## Демографія
Демографічна структура станом на 31 березня 2011 року:
|          | Загалом | Допрацездатний вік | Працездатний вік | Постпрацездатний вік |
| -------- | ------- | ------------------ | ---------------- | -------------------- |
| Чоловіки | 274     | 67                 | 190              | 17                   |
| Жінки    | 246     | 63                 | 142              | 41                   |
| Разом    | 520     | 130                | 332              | 58                   |